# Stammliste
Eine Stammliste ist ein Ausschnitt aus einer Nachkommenliste, der nur die Träger desselben Familiennamens umfasst. Dabei werden vom ersten bekannten Namensträger aus alle Nachkommen aufgelistet (Kinder, Enkel, Urenkel usw.), die bei der Geburt den Familiennamen des Stammvaters trugen. Sie wird meist dann eingesetzt, wenn die Zahl der Nachkommen den Platz auf der Stammtafel sprengt.
Einem derartigen Arbeitsergebnis liegt bei einer Genealogie oft eine Verkartung von Person mit demselben Familiennamen zugrunde. Ein derartiger Forschungsansatz hat aber nur bei relativ seltenen Namen Sinn.
In Nachschlagewerken ist der Familienname Sortierkriterium und somit die Stammtafel oder Stammliste die natürliche Darstellungsform, ebenso in Familiengeschichten. Nachkommentafeln und Nachkommenlisten herrschen hingegen in Monografien vor, die einer bestimmten Person und deren Nachkommen gewidmet sind.
Die Stammliste hat gegenüber der Stammtafel den Nachteil der geringeren Übersichtlichkeit, jedoch wird eine Stammtafel mit dem Anwachsen der betrachteten Familie ebenfalls schnell unhandlich. Der entscheidende Vorteil einer Stammliste ist, dass in ihr relativ problemlos Nachträge und Erweiterungen eingearbeitet werden können, dass sie also mit der Entwicklung der Forschung (und der Entwicklung der Familie) Schritt halten kann, ohne Probleme mit der Formatierung zu bekommen.
Bei beiden Darstellungsformen wird der älteste Vorfahre, also der Stammvater, die Stammmutter oder die Stammeltern, oben angebracht, im Gegensatz zum Stammbaum, der ihn oder sie an der Wurzel sieht. Nach unten folgen die weiteren Generationen in geschlossenen Reihen, waagerecht beim Stammbaum, senkrecht bei der Stammliste.
Bei der Stammliste ist zwischen den Extremen einer ununterbrochenen Liste über alle Generationen und einer gegliederten Liste, deren Abschnitte nur noch die jeweilige Kleinfamilie (Eltern und Kind) umfassen, jede Zwischenstufe denkbar. Maßstab für die Gliederung ist dabei in der Regel der Versuch, ein Maximum an Übersichtlichkeit zu erhalten oder zu retten. Bei allen Formen hat es sich als sinnvoll herausgestellt, dass die jeweils nächste Generation ein Stück nach rechts eingerückt wird. Auf die Stammeltern folgt somit das älteste Kind, bei einem Sohn mit eigener Familie dessen Nachkommen, vielleicht über mehrere Seiten hinweg, bevor man wieder nach links rückt und das zweite Kind der Stammeltern anfügt.
Die ununterbrochene Liste findet sich im Genealogischen Handbuch des Adels, die Liste mit Abschnitten im Deutschen Geschlechterbuch.

## Bezifferung
Um die Generationenfolge und die Stellung innerhalb einer Generation auszudrücken, wird üblicherweise eine Bezifferung der in der Stammliste enthaltenen Personen verwendet. Sie ergibt sich – unter der Voraussetzung, dass es keine Probleme bei der Geschwisterfolge gibt – automatisch unter Verwendung der Systematik, die aus der Einteilung von Texten in Kapitel, Unterkapitel, Abschnitte, Absätze etc. bekannt ist. Dabei hat man früher auf unterschiedliche Zahlensysteme zurückgegriffen: arabische Ziffern, römische Ziffern, Groß- und Kleinbuchstaben, griechische Buchstaben usw. Zum Beispiel bezeichnete in einem derartigen System 1.D.c.2.α eine Person aus der fünften Generation, nämlich:
- das erste Kind (1.D.c.2.α)
- des zweiten Kindes (1.D.c.2)
- des dritten Kindes (1.D.c)
- des vierten Kindes (1.D)
- des Probanden (1).

Eine Reduzierung der Systematik auf arabische Ziffern hat die gleiche Aussagekraft, obiges Beispiel wäre dann gleichzusetzen mit 1.4.3.2.1.
Dabei ist allerdings zu berücksichtigen, dass die Bezifferung nicht absolut ist, sondern nur relativ zu einem Probanden gilt und sich durchgängig ändert, wenn an der Spitze der Liste eine Generation hinzu- oder weggenommen wird.
Darüber hinaus können im Gesamtzusammenhang gleiche Ziffernfolgen für verschiedene Personen auftreten, wenn diese in einer unterbrochenen Liste in verschiedenen Zweigen einer Familie an vergleichbaren Stellen stehen.
Bei Nachfahrenlisten können des Weiteren aufgrund des möglichen mehrfachen Auftretens von Personen innerhalb dieser Liste gleiche Personen verschiedene Bezifferungen haben.